# Agustín Sixto Seco
Agustín Sixto Seco (Meá, Mugardos, 3 de diciembre de 1926 – Santiago de Compostela, 30 de diciembre de 2004), fue un médico e intelectual gallego.

## Trayectoria
Hijo de un obrero de Bazán. Estudió medicina, se especializó en traumatología, y fue presidente de la Sociedad Española de Traumatología, manteniendo muy buenas relaciones con Portugal, el Colegio Internacional de Cirujanos y la Sociedad latinoamericana de Ortopedia.
Fue promotor cultural, participando en la editorial Galaxia, la fundación Penzol, el Museo del Pueblo Gallego, el Centro Ramón Piñeiro y la fundación Camilo José Cela. Su primera obra fue la que más amaba: la Casa Museo Rosalía de Castro en Padrón. Pero la recuperación de la historiografía no quedó en manos de la autora Iria Flavia, pues como primera presidenta de la Fundación Otero Pedrayo impulsó la conversión de la casa de Otero Pedrayo en Trasalba en una casa museo.
Fiel católico como Alexandre Bóveda, Florentino López Cuevillas, Vicente Risco o Don Ramón Otero Pedrayo, colaboró en la revista gallega de pensamiento cristiano Encrucillada hasta su muerte.

## Obra
- Proceso en Galicia de prótesis total de cadera (1971)
- Cirugía del dolor lumbosacro (Relatorio SECOT, Valladolid, 1977)
- Artrodesis lumbosacra (película de medio color de 36 mm, 35 minutos, 1979)
- Sentencia en Galicia a las prótesis total de cadera (1985)
- Entre Portas (elección de artículos. Editar. Compostela-Caja Madrid, 1997)

Pronunció 152 conferencias y 9 proclamas, escribió once prólogos de libros y 959 artículos.

## Reconocimientos
- Miembro correspondiente de la Real Academia Gallega[2]
- Premio Trasalba en 2005.